# 羅衡
羅衡（1775年11月8日—？），原名天衡，字尚柄，號玉亭。行二。四川省重慶府合州人，清朝政治人物。進士出身。

## 生平
- 嘉慶二十一年（1816年）丙子科舉人。
- 道光六年丙戌科（1826年）會試中式，因誤寫御名被罰停殿試三科，道光十三年癸巳科（1833年）殿試成進士。
- 道光十年，任中江縣訓導[1]。
- 道光十五年，接替洪玉珩。擔任江蘇荆溪縣知縣署。后由龔潤森接任。
- 道光十九年，接替姚大名。擔任江蘇宜興縣知縣署。后由李玫接任。